# Seven Femenino de China 2013
El Seven Femenino de China de 2013 fue la primera edición del torneo de rugby 7, fue el tercer torneo de la Serie Mundial Femenina de Rugby 7 2012-13.
Se disputó en el Guangzhou University Town Stadium de la ciudad de Guangzhou.

## Fase de grupos

### Grupo A
| Equipo        | Encuentros | Encuentros | Encuentros | Encuentros | Tantos  | Tantos    | Tantos     | Puntos |
| Equipo        | jugados    | ganados    | empatados  | perdidos   | a favor | en contra | diferencia | Puntos |
| ------------- | ---------- | ---------- | ---------- | ---------- | ------- | --------- | ---------- | ------ |
| Nueva Zelanda | 3          | 3          | 0          | 0          | 102     | 5         | +97        | 9      |
| Países Bajos  | 3          | 1          | 1          | 1          | 64      | 32        | +32        | 6      |
| Brasil        | 3          | 1          | 1          | 1          | 36      | 41        | −5         | 6      |
| Túnez         | 3          | 0          | 0          | 3          | 0       | 124       | −124       | 3      |

### Grupo B
| Equipo    | Encuentros | Encuentros | Encuentros | Encuentros | Tantos  | Tantos    | Tantos     | Puntos |
| Equipo    | jugados    | ganados    | empatados  | perdidos   | a favor | en contra | diferencia | Puntos |
| --------- | ---------- | ---------- | ---------- | ---------- | ------- | --------- | ---------- | ------ |
| Canadá    | 3          | 3          | 0          | 0          | 105     | 20        | +85        | 9      |
| Australia | 3          | 2          | 0          | 1          | 48      | 32        | +16        | 7      |
| Irlanda   | 3          | 1          | 0          | 2          | 45      | 45        | 0          | 5      |
| Japón     | 3          | 0          | 0          | 3          | 10      | 111       | −101       | 3      |

### Grupo C
| Equipo         | Encuentros | Encuentros | Encuentros | Encuentros | Tantos  | Tantos    | Tantos     | Puntos |
| Equipo         | jugados    | ganados    | empatados  | perdidos   | a favor | en contra | diferencia | Puntos |
| -------------- | ---------- | ---------- | ---------- | ---------- | ------- | --------- | ---------- | ------ |
| Inglaterra     | 3          | 3          | 0          | 0          | 77      | 15        | +60        | 9      |
| Estados Unidos | 3          | 2          | 0          | 1          | 36      | 31        | +5         | 7      |
| China          | 3          | 1          | 0          | 2          | 32      | 55        | −23        | 5      |
| Fiyi           | 3          | 0          | 0          | 3          | 20      | 54        | −34        | 3      |

## Fase Final
|  | Cuartos de final | Cuartos de final | Cuartos de final |                |               | Semifinales   | Semifinales | Semifinales |        |               | Copa           | Copa           | Copa |  |
|  |                  |                  |                  |                |               |               |             |             |        |               |                |                |      |  |
|  |                  |                  |                  |                |               |               |             |             |        |               |                |                |      |  |
|  | Nueva Zelanda    | Nueva Zelanda    | 31               |                |               |               |             |             |        |               |                |                |      |  |
|  | Nueva Zelanda    | Nueva Zelanda    | 31               |                |               |               |             |             |        |               |                |                |      |  |
|  | Irlanda          | Irlanda          | 5                |                |               |               |             |             |        |               |                |                |      |  |
|  | Irlanda          | Irlanda          | 5                |                | Nueva Zelanda | Nueva Zelanda | 24          |             |        |               |                |                |      |  |
|  |                  |                  |                  |                | Nueva Zelanda | Nueva Zelanda | 24          |             |        |               |                |                |      |  |
|  |                  |                  | Estados Unidos   | Estados Unidos | 12            |               |             |             |        |               |                |                |      |  |
|  | Estados Unidos   | Estados Unidos   | Estados Unidos   | Estados Unidos | 12            | 17            |             |             |        |               |                |                |      |  |
|  | Estados Unidos   | Estados Unidos   |                  |                |               |               |             |             |        |               |                |                |      |  |
|  | Australia        | Australia        | 14               |                |               |               |             |             |        |               |                |                |      |  |
|  | Australia        | Australia        | 14               |                |               |               |             |             |        | Nueva Zelanda | Nueva Zelanda  | 19             |      |  |
|  |                  |                  |                  |                |               |               |             |             |        | Nueva Zelanda | Nueva Zelanda  | 19             |      |  |
|  |                  |                  | Inglaterra       | Inglaterra     | 5             |               |             |             |        |               |                |                |      |  |
|  | Inglaterra       | Inglaterra       | Inglaterra       | Inglaterra     | 5             | 19            |             |             |        |               |                |                |      |  |
|  | Inglaterra       | Inglaterra       |                  |                |               |               |             |             |        |               |                |                |      |  |
|  | Países Bajos     | Países Bajos     | 12               |                |               |               |             |             |        |               |                |                |      |  |
|  | Países Bajos     | Países Bajos     | 12               |                | Inglaterra    | Inglaterra    | 19          |             |        | Tercer lugar  | Tercer lugar   | Tercer lugar   |      |  |
|  |                  |                  |                  |                | Inglaterra    | Inglaterra    | 19          |             |        | Tercer lugar  | Tercer lugar   | Tercer lugar   |      |  |
|  |                  |                  | Canadá           | Canadá         | 0             |               |             |             |        |               |                |                |      |  |
|  | Canadá           | Canadá           | Canadá           | Canadá         | 0             | 33            |             |             | Canadá | Canadá        | 17             |                |      |  |
|  | Canadá           | Canadá           |                  |                |               |               |             |             | Canadá | Canadá        | 17             |                |      |  |
|  | Brasil           | Brasil           | 0                |                |               |               |             |             |        |               | Estados Unidos | Estados Unidos | 5    |  |
|  | Brasil           | Brasil           | 0                |                |               |               |             |             |        |               | Estados Unidos | Estados Unidos | 5    |  |
|  |                  |                  |                  |                |               |               |             |             |        |               |                |                |      |  |

| Bandera de Nueva Zelanda |
| Campeón Nueva Zelanda    |
| 2º título del circuito   |